# Carouge chopi
Pour les articles homonymes, voir Chopi.
Gnorimopsar chopi · Quiscale chopi
Genre
Espèce
Répartition géographique
Statut de conservation UICN

 LC : Préoccupation mineure
Le Carouge chopi (Gnorimopsar chopi), également appelé Quiscale chopi, est une espèce d'oiseaux de la famille des ictéridés, l'unique représentante du genre Gnorimopsar.

## Distribution
Le Quiscal chopi se retrouve dans tout l’Est et le Sud du Brésil ainsi qu’en Uruguay, au Paraguay, dans le Nord-Est de l’Argentine et dans l’Est de la Bolivie.  Il n’est pas migrateur, mais en dehors de la saison de nidification, il effectue des déplacements erratiques.

## Systématique
D'après la classification de référence (version 5.2, 2015) du Congrès ornithologique international, cette espèce est constituée des trois sous-espèces suivantes (ordre phylogénique) :
- Gnorimopsar chopi sulcirostris (Spix, 1824)
- Gnorimopsar chopi chopi (Vieillot, 1819)
- Gnorimopsar chopi megistus (Leverkühn, 1889)

## Habitat
Le Carouge chopi se retrouve dans un large éventail d’habitat. Il occupe autant les milieux ouverts, comme les prairies, les champs et les milieux agricoles, que les lisières forestières, les forêts inondées et les forêts clairsemées. Entre autres, on le voit dans les talles de palmiers et les peuplements de Pin du Paraná.

## Nidification
Le Carouge chopi niche dans les cavités, autant les trous forés par les pics, les anfractuosités dans les arbres ou les palmiers que les poteaux de clôtures en bois.  On l’a déjà vu nicher aussi dans de vieux nids du Fournier roux, à l’intérieur des nids de branches du Jabiru d'Amérique, dans le feuillage dense du Pin du Paraná, dans des trous de talus de terre et dans des cavités dans des nids de termites. En fait, n’importe quelle cavité peut lui convenir. La couvée contient de quatre à cinq œufs. Il peut être l’hôte du Vacher luisant et du Vacher criard. 
Au Brésil, il est parfois capturé comme oiseau de cage.